# Дигідрогену монооксид

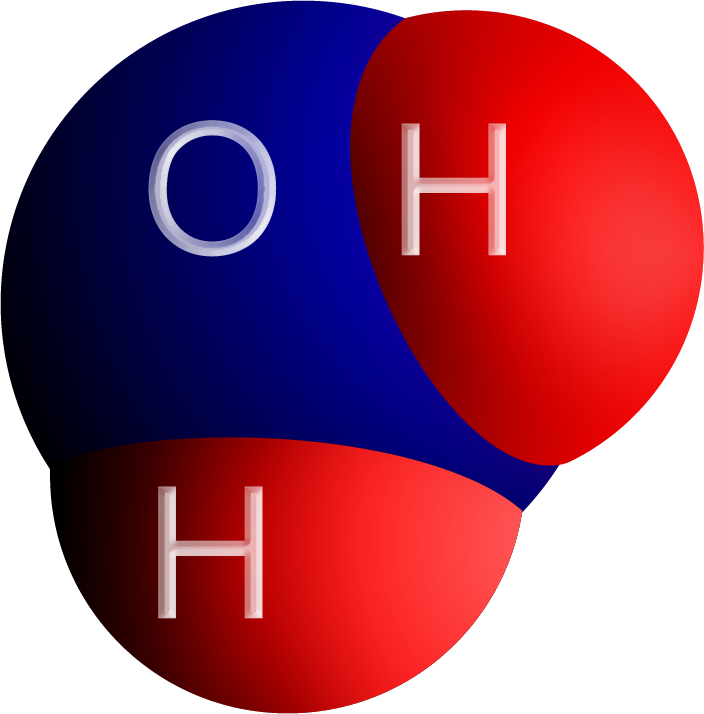
Молекула води, що складається з 2 атомів гідрогену та 1 атома оксигену

Дигідрогену монооксид — науковий жарт, містифікація, призначена для ілюстрації того, яким чином відсутність наукової грамотності може призвести до паніки.
Хибну тривогу підняли Ерік Лехнер, Ларс Норпченер і Метью Кауфман у 1989 році, розповсюдивши в кампусі Каліфорнійського університету в Санта-Крус листівки, які попереджали про забруднення води небезпечною речовиною — монооксидом дигідрогену. Думка виникла у Метью за аналогією з попередженням про «гідроксид водню», опублікованому в мічиганській газеті «Дюранд Експрес», після чого троє друзів вирішили придумати термін, який «звучав би ще небезпечніше». Ерік надрукував попередження на комп'ютері, після чого листівка була розмножена на копіювальному апараті.
Монооксид дигідрогену — одна з наукових назв води, що, як відомо, має формулу Н2О, де H2 «дигідроген» — подвійний гідроген (англ. hydrogen водень), а O — «монооксид» (кисень). Ця назва є допустимою згідно з правилами хімічної номенклатури, але майже ніколи не використовується.
Після перегляду у 2005 році номенклатури ІЮПАК для неорганічної хімії кожна сполука може мати більше однієї правильної назви. Основна функція хімічної номенклатури полягає в тому, щоб забезпечити відсутність двозначності стосовно хімічних сполук: кожна назва має позначати лише одну речовину. Скільки назв має будь-яка окремо взята речовина — не дуже важливо (хоча число можливих імен і не безмежне). Назва «дигідрогену монооксид» є однією з можливих назв води.

## Перша згадка
Перша згадка на вебсторінках була приписана Pittsburgh Post-Gazette Об'єднанню із заборони дигідрогена монооксиду , організації, що була вигадана Крейгом Джексоном. Попередження виглядало так:

Нещодавно дослідники відкрили факт зараження наших водопровідних систем небезпечним хімікатом. Цей хімікат безбарвний, позбавлений смаку і не має запаху. Він вбиває безліч людей щороку. Уряд не зробив жодних спроб регулювання цього небезпечного зараження. Цей хімікат називається дигідрогену монооксидом (Dihydrogen monoxide).
- Хімікат використовується у виробництві як розчинник та охолоджувач
- У ядерних реакторах
- У виробництві пінопласту
- У вогнегасниках
- У хімічних і біологічних лабораторіях
- У виробництві пестицидів
- У штучних харчових добавках
- Хімікат є основною складовою кислотних дощів
- Сприяє ерозії ґрунту
- Прискорює корозію і шкодить більшості електроприладів
- Тривалий контакт з хімікатом в його твердій формі призводить до серйозних пошкоджень шкіри людини
- Контакт з газоподібною формою хімікату призводить до сильних опіків
- Вдихання навіть невеликої кількості хімікату загрожує смертю
- Хімікат виявлений в злоякісних пухлинах, наривах, виразках та інших хворобливих змін тіла
- Хімікат розвиває наркозалежність; жертвам при утриманні від споживання хімікату загрожує смерть протягом 168 годин
- Жоден відомий очищувач не здатний повністю очистити воду від цього хімікату

Попри ці небезпеки, хімікат активно і безкарно використовується в індустрії. Багато корпорацій щодня отримують тонни хімікату через спеціально прокладені підземні трубопроводи. Люди, що працюють з хімікатом, як правило, не отримують спецодягу та не проходять інструктажу. Відпрацьований хімікат тоннами виливається в річки і моря.
Ми закликаємо населення проявити свідомість і протестувати проти подальшого використання цього небезпечного хімікату.

Оригінал вебсторінки недоступний, але 31 жовтня 1996 версію було архівовано в Інтернет-Архіві.

## Вплив на культуру
У 1989 році Ерік Лечнер, Ларс Норпченер і Метью Кауфман сповістили про дигідроген монооксид через фотокопії листівок.
У 1994 році Крейг Джексон створив вебсторінку для Об'єднання за заборону DHMO.
У 1997 році Натан Зонер, 14-річний учень школи Іґл-Рок в місті Айдахо-Фолс, штат Айдахо, зібрав 43 голоси за заборону хімікату, опитавши 50 однокласників. За своє дослідження, назване «Наскільки ми легковірні?», Зонер отримав першу премію на науковому ярмарку Айдахо-Фолс . На знак визнання його експерименту журналіст Джеймс К. Глассман придумав термін «зонеризм», що означає «використання факту, що призводить до помилкових висновків публіку, не обізнану в науці та математиці».
У День сміху 1 квітня 1998 німецьке інформ-агентство DPA (Deutsche Presse-Agentur) опублікувало інформацію, що австралійський парламент оголосив про початок кампанії із заборони дигідрогену монооксиду на міжнародному рівні.